# Tolypeutinae
A Tolypeutinae az emlősök (Mammalia) osztályának a páncélos vendégízületesek (Cingulata) rendjébe, ezen belül az övesállatok (Dasypodidae) családjába tartozó alcsalád.

## Rendszerezés
Az alcsaládba az alábbi 3 nem és 7 faj tartozik:
- Cabassous McMurtrie, 1831 – 4 faj
- Priodontes (F. Cuvier, 1825) – 1 faj
  - óriástatu (Priodontes maximus)
- Tolypeutes (Illiger, 1811) – 2 faj

A 3 élő nem mellett, az alcsaládba egy fosszilis nem is tartozik, amely a késő oligocén korszakban élt.
- †Kuntinaru